# Казе Паљијерани (Римини)
Казе Паљијерани је насеље у Италији у округу Римини, региону Емилија-Ромања.
Према процени из 2011. у насељу је живело 78 становника. Насеље се налази на надморској висини од 41 м.